# Kasteel van Cléron
Het Kasteel van Cléron (Frans: Château de Cléron) is een kasteel in de Franse gemeente Cléron. Het kasteel is een beschermd historisch monument sinds 1988.